# Ангитис
Анги́тис, Ангиста (греч. Αγγίτης, болг. Драматица) — приток реки Стримон, который находится в северной части Греции. Длина реки составляет 75 км. Ангитис является одним из важнейших притоков Стримона.
Берёт начало с горы Фалакрон, неподалёку от города Просоцани и течёт на юг, около деревни Ситагри, а затем поворачивает на запад и попадает на территорию периферийной единицы Сере, у портового городка Трайилос, который находится на берегу Эгейского моря.
Река является местом для ряда экстремальных видов спорта, в том числе рафтинга. У истоков находится пещера истоков Ангитиса, длина которой достигает около 20 километров. Недалеко от пещеры есть ущелье реки Ангитис, которое достигает 15 километров в длину и 100 метров в глубину.